# George Herbert Barlow

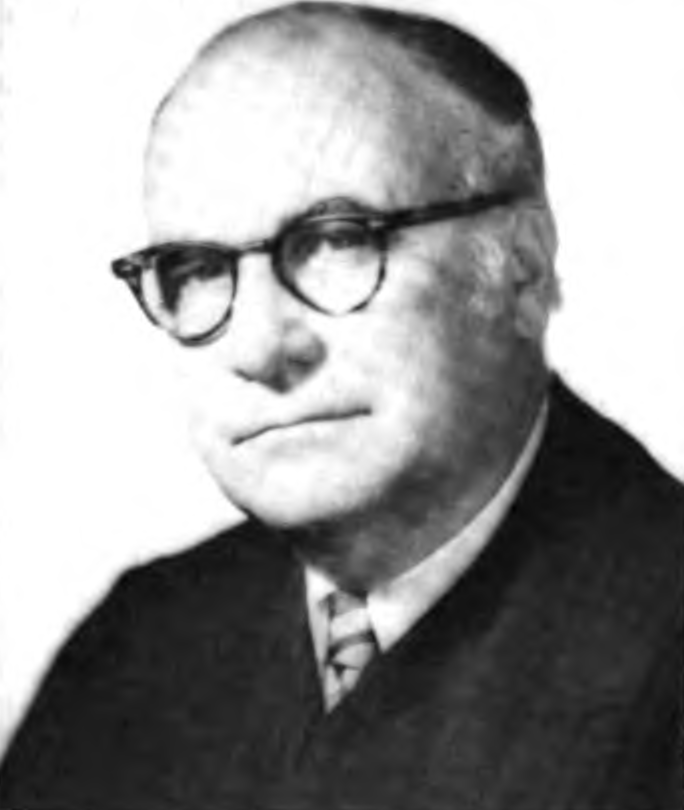
George Herbert Barlow

George Herbert Barlow (* 4. Januar 1921 in Trenton, New Jersey; † 4. März 1979) war ein US-amerikanischer Jurist. Nach seiner Berufung durch Präsident Richard Nixon fungierte er von 1969 bis zu seinem Tod im Jahr 1979 als Bundesrichter am Bundesbezirksgericht für den Distrikt von New Jersey.

## Werdegang
George Barlow besuchte nach seinem Schulabschluss das Dartmouth College in New Hampshire, wo er 1943 den Bachelor of Arts erwarb. Anschließend diente er während des Zweiten Weltkrieges bis 1945 in der US Navy. Nach seiner Rückkehr schloss er 1948 an der Law School der Rutgers University in Newark als Bachelor of Laws ab, woraufhin er bis 1953 als Rechtsanwalt in Trenton praktizierte. Während dieser Zeit fungierte er auch als stellvertretender Rechtsberater einer Kommission zur Überarbeitung der Staatsgesetze von New Jersey. Anschließend war er stellvertretender Bundesstaatsanwalt für den Distrikt von New Jersey, ehe er ab 1956 wieder seine private Praxis in Trenton betrieb. Dann wurde er Gerichtskommissar am Bundesbezirksgericht für New Jersey, was er bis 1963 blieb. Außerdem amtierte er bis 1966 als Richter am Bezirksgericht im Mercer County sowie bis 1970 am New Jersey Superior Court.
Am 22. Juli 1969 wurde Barlow durch Präsident Nixon als Nachfolger des zurückgetretenen Arthur Stephen Lane zum Richter am United States District Court for the District of New Jersey ernannt. Nach der Bestätigung durch den US-Senat, die am 17. Dezember desselben Jahres erfolgte, konnte er sein Amt am Tag darauf antreten. Von 1978 bis 1979 war er als Chief Judge Vorsitzender dieses Bundesgerichts. Er verstarb am 4. März 1979 und wurde auf dem Friedhof der First Presbyterian Church von Ewing beigesetzt. Sein Sitz fiel an Harold A. Ackerman; den Vorsitz des Gerichts übernahm Clarkson Sherman Fisher.